# متلازمة مالوري فايس
متلازمة مالوري فايس (بالإنجليزية: Mallory Weiss)‏ نزف هضمي علوي ناتج عن تمزق مخاطية المريء في منطقة الفؤاد عند الوصل بين المخاطية المالبيكية والمخاطية الأسطوانية يمتد التمزق ياتجاه مخاطية المعدة، التمزق سطحي لا يتجاوز الطبقة تحت المخاطية، يحدث النزف بسبب جهد الاقياء المتكرر ويحدث مباشرة بعد الإقياء أو بعد فترة قصيرة، يظهر التمزق بالتنظير فقط.

## التشخيص
التشخيص النهائي والدقيق لهذا المرض يكون باستخدام التنظير الداخلي.

## المعالجة
يتوقف النزف تلقائياً في معظم الحالات، يمكن إيقاف النزف عند التنظير أو باستخدام الليزر أو الكي الكهربائي.